# 布茨拉夫
布茨拉夫（羅馬化：Budslav）是白俄羅斯的城鎮，位於首都明斯克以北150公里的謝爾瓦奇河畔，由明斯克州負責管轄，海拔高度172米，1996年人口721，鎮上的羅馬天主教教堂收藏著聖母瑪利亞畫像。